# Trio Saphiro
Das Trio Saphiro ist ein Kammermusikensemble mit der Besetzung Sopran, Oboe und Harfe. Es ist das einzige Ensemble mit dieser Besetzung im deutschsprachigen Raum.

## Geschichte
Das Trio Saphiro wurde im Jahr 2008 gegründet. Gründungsmitglieder sind der 1. Solo-Oboist der Jenaer Philharmonie, Gunter Sieberth, die Meininger Sopranistin Anna Gann und die Frankfurter Harfenistin Bettina Linck. Es trat in verschiedenen Konzertreihen und Kammermusikfestivals auf, u. a. bei den Eckelshausener Musiktagen, den Gießener Meisterkonzerten, in der Kammermusikreihe der Jenaer Philharmonie und in der Reihe Musikzauber Franken des Bayerischen Rundfunks.
Seit Januar 2016 ist Christine Leipold, Solo-Obiostin der Meininger Hofkapelle, Mitglied des Trio Saphiro.

## Repertoire
Da es für die seltene Besetzung Sopran, Oboe und Harfe wenig Originalliteratur gibt, musiziert das Ensemble hauptsächlich eigene Fassungen von Werken verschiedener Komponisten, u. a. von Georg Friedrich Händel, Antonio Vivaldi, Carl Gottlieb Reissiger, Petr Eben, und Eva Dell’Acqua. Ein Originalwerk für Sopran, Oboe und Harfe ist das Stück Tears, Idle Tears des 1920 geborenen US-amerikanischen Komponisten David Morton. Der Komponist und Arrangeur Andreas N. Tarkmann hat für das Trio Saphiro die Arie Ruhe sanft, mein holdes Leben aus dem Singspiel Zaide von Wolfgang Amadeus Mozart bearbeitet. Sie wurde 2009 uraufgeführt.